# Nhông Kon Tum
Nhông Kon Tum (danh pháp: Pseudocophotis kontumensis) là một loài thằn lằn trong họ Agamidae. Loài này được Ananjeva, Orlov, Truong & Nazarov mô tả khoa học đầu tiên năm 2007.